# شلل جزئي للحبل الصوتي
الشلل الجزئي للحبل الصوتي، المعروف أيضًا باسم شلل العصب الحنجري الراجع أو شلل الطيات الصوتية، هو إصابة لأحد العصبين الحنجريين الراجعين أو كليهما، واللذان يتحكمان في جميع العضلات الغائرة في الحنجرة باستثناء العضلة الحلقية الدرقية. يعد العصب الحنجري الراجع ضروريًا للتحدث والتنفس والبلع.
تشمل الوظائف الأساسية المرتبطة بالحنجرة للعصبون الصادر عن العصب الحنجري الراجع نقل الإشارات العصبية إلى العضلات المسؤولة عن تنظيم موقع الطيات الصوتية وتوترها لتسمح بالنطق، بالإضافة إلى نقل الإشارات العصبية الحسية من الأغشية المخاطية للحنجرة إلى الدماغ.
عادةً ما تؤدي إصابة العصب من جانب واحد إلى بحة في الصوت ناتجة عن ضعف حركة إحدى الطيات الصوتية. قد تسبب أيضًا ضيقًا طفيفًا في النفس بالإضافة إلى مشاكل في الشفط خاصةً فيما يتعلق بالسوائل. تسبب الإصابة ثنائية الجانب إعاقة الطيات الصوتية لتدفق الهواء ما يؤدي إلى مشاكل في التنفس وأصوات صرير وشخير وإرهاق بدني سريع. هذا يعتمد بشدة على موقع الطيات الصوتية المشلولة. نادرًا ما تحدث بحة صوتية في شلل الطيات الصوتية ثنائي الجانب.

## الأسباب
هناك مجموعة متنوعة من الأسباب المحتملة للشلل الجزئي للطيات الصوتية، بما في ذلك أسباب خلقية (أي الموجودة عند الولادة)، وأسباب التهابية، وأورام، وصدمات، وأمراض الغدد الصم (مثل أمراض الغدة الدرقية)، والأمراض العصبية الجهازية.

### الأسباب الخلقية
تشمل الحالات الخلقية المتورطة في الشلل الجزئي للطيات الصوتية الاضطرابات العصبية مثل تضخم الرأس وتشوه آرنولد خياري، واضطرابات التشوه العصبية مثل متلازمة موبيوس أو متلازمة جولدينهار، والتشوهات التشريحية مثل الناسور الرغامي المريئي، والشذوذات الوعائية (مثل الحلقة الوعائية) التي تؤثر على آلية الصوت، والمتلازمات تؤثر على وظيفة جذع الدماغ أو الأمراض الضمورية مثل مرض شاركو-ماري-توث.

### العدوى
تبين أن الإصابات الفيروسية قد تسبب شلل جزئي للطيات الصوتية، بما في ذلك فيروس الهربس البسيط، وفيروس إبشتاين-بار، وفيروس الحماق النطاقي، والفيروس المضخم للخلايا، وفيروس العوز المناعي البشري، وفيروس غرب النيل، وعدوى الجهاز التنفسي العلوي. تبين أيضًا أن الالتهابات البكتيرية قد تسبب شلل جزئي في الطيات الصوتية، مثل مرض الزهري وداء لايم.

## التشخيص
توجد عدة طرق لتشخيص شلل الطيات الصوتية. يمكن الكشف عن مؤشرات هامة للأسباب المحتملة في التاريخ الطبي للمريض، والتي قد تحدد نهج التشخيص الذي يجب اتباعه. تُستخدم طرق تشخيصية مختلفة لتقييم جودة الصوت والأداء الصوتي. يعد تقييم الصوت ضروريًا لتخطيط وتقدير نجاح علاج النطق المحتمل.

## العلاج
يختلف علاج شلل الطيات الصوتية باختلاف السبب والأعراض الرئيسية. مثلًا، إذا كان شلل العصب الحنجري ناتجًا عن ورم، يجب البدء في العلاج المناسب. في حالة عدم وجود أي أمراض إضافية، يجب أن تكون الخطوة الأولى للإدارة السريرية هي الملاحظة لتحديد ما إذا كان التعافي التلقائي للعصب سيحدث أم لا. يعد العلاج الصوتي مع أخصائي أمراض النطق واللغة مناسبًا في هذه المرحلة للمساعدة في إدارة السلوكيات الصوتية التعويضية التي قد تظهر نتيجةً للشلل.